# Liber glossarum
Il Liber Glossarum è un monumentale glossario enciclopedico in lingua latina contenente circa 56000 voci ordinate alfabeticamente, allestito durante l'Alto Medioevo; raccoglie materiali da fonti eterogenee, soprattutto enciclopediche e lessicografiche, senza aggiungere in genere contributi originali. È una compilazione anonima e priva di prologo che non presenta informazioni certe su datazione e localizzazione. 

## Storia
Il Liber Glossarum con le sue 56.000 voci enciclopediche e lessicografiche ordinate in modo alfabetico assoluto si pone l’obiettivo di raccogliere l’intero scibile, con un intento propriamente enciclopedico, sistemando le nozioni dentro la struttura di un glossario. Gli editori recenti hanno definito il Liber Glossarum come «lo strumento di connessione tra la cultura enciclopedica ereditata dall’antichità e quella medievale dei dizionari».
Il titolo “Liber glossarum” manca nei testimoni più antichi che lo tramandano, ma viene riportato già in epoca altomedievale, nel codice B e in alcuni cataloghi di biblioteche per indicare l’opera; la denominazione fu poi ripresa da Usener nel 1869 ed è stata mantenuta fino ad ora.
Il fine dell’opera, benché non esplicitato, doveva essere molto probabilmente quello della consultazione episodica, data la sua ampiezza e la scomodità degli enormi codici che la tramandano. Non era certamente un libro pensato per lo studio scolastico o quotidiano né per la lettura integrale. La totale mancanza di interpretazioni allegoriche o morali (espunte laddove presenti nelle fonti) fa pensare alla volontà di offrire un pensiero quanto più scientifico possibile, nonostante l’utilizzo tra le altre fonti di opere dei Padri della Chiesa.
L’origine del Liber, di cui non si conosce l’autore, è una questione molto discussa dagli studiosi e sin dal XVIII secolo sono state formulate varie ipotesi su questo tema. La sua ingente mole ha fatto pensare che a realizzarlo fu un’équipe, probabilmente seguendo il progetto di un ideatore.
Nel XVII secolo per la prima volta il Liber fu attribuito ad Ansileubo, un vescovo visigoto vissuto a cavallo tra VII e VIII secolo, ma sulla cui vita non si conosce altro. A causa di questa identificazione - priva di fondamento - l’opera talvolta è stata indicata come “Glossarium Ansileubi”.
Sulla base dei codici più antichi, alcuni studiosi hanno proposto un’origine del Liber nell’VIII secolo a Corbie. Di questo parere era Goetz, già alla fine del XIX secolo. Lindsay sostenne l’origine corbeiense, aggiungendo che la redazione fosse avvenuta sotto l’abate Adalardo (781-826), che era cugino di Carlo Magno. Bischoff nel 1981 riprese questa tesi sostenendo che un’opera così grande era realizzabile solo grazie ad un aiuto dalla corte: sarebbe stato lo stesso Carlo a dare l’impulso per la creazione del Liber, che sarebbe avvenuta a Corbie per via del suo legame familiare con Adalardo. Bishop, nel 1978, studiando i codici P e C (informazioni dettagliate riguardo ai codici saranno date nel paragrafo 4) per risalire ad un loro possibile progenitore comune, si distaccò dalla tesi corbeiense sostenendo che i due testimoni sono sì scritti in una “minuscola ab di Corbie” che si evolve in una “minuscola di Mordrammo”, ma che i frequenti errori di trascrizione eseguiti dai copisti lasciano pensare che la scrittura del progenitore non fosse facilmente decifrabile e quindi evidentemente non di Corbie. Bishop ipotizzò quindi che a Corbie avvenne solo una correzione finale del lavoro, ma non la stesura originale.
Von Buren invece ha proposto un’origine italiana del Liber: sarebbe stato prodotto nell’VIII secolo nell’Italia settentrionale, un vero e proprio melting pot europeo all’epoca, utilizzando fonti visigote e sotto l’impulso di personaggi importanti tra cui Teodulfo d'Orléans.
Ci sono vari indizi che aprono la via a una possibile origine visigota dell’opera. In primo luogo, la presenza notevole di fonti note e circolate soprattutto in ambiente iberico; il fatto che il Liber spesso attinge a rami di tradizione iberica di alcune opere (è il caso per esempio della Historia Gothorum di Isidoro). Vi sono poi gli indizi di natura paleografica che fanno pensare a un archetipo del glossario in scrittura visigotica. Un elemento ulteriore che fa propendere per un’origine non carolingia è la totale assenza nel Liber di testi di provenienza insulare e soprattutto di Beda, le cui opere furono fondamentali per l’intero medioevo: poiché erano molto note in ambiente franco-carolingio e in Italia settentrionale, se i compilatori o ideatori del glossario fossero stati di queste zone, la mancanza di notizie dalle opere del monaco inglese rimarrebbe priva di motivo. Sono tutti elementi non trascurabili.
In conclusione all’edizione realizzata nell’ambito del recente progetto europeo LibGloss (2011-2016), gli studiosi affermano che il Liber Glossarum non è, come alcuni avevano sostenuto precedentemente, la prima creazione dell’epoca carolingia, bensì l’ultima realizzazione dell’ambiente culturale della Spagna visigota. È stata proposta una composizione in tre fasi: una prima avvenuta a Siviglia, durante la quale sarebbero stati raccolti numerosi materiali isidoriani; una seconda a Saragozza sotto Braulione e Taione (vescovi tra il 631 e il 664) che avrebbe comportato un ulteriore ampliamento dei materiali, anche da altri estratti isidoriani; e infine una terza e ultima fase preparatoria a Toledo, probabilmente sotto il vescovo Giuliano, la cui Ars grammatica è il testo più recente citato nel Liber, durante la quale sarebbero stati aggiunti ulteriori passi da testi grammaticali e da poesia visigota. Il Liber si sarebbe poi diffuso a partire dal IX secolo in Francia grazie alla mediazione di importanti centri culturali come Saint-Riquier e Reichenau.

## Struttura
Il Liber glossarum è probabilmente incompleto, indizi di questo fatto sono la mancanza di un titolo e la presenza, prima della prima glossa (A1), nei manoscritti più antichi, di 15 righe vuote, come per lasciare lo spazio per un’intestazione mai eseguita. Inoltre manca qualsiasi tipo di prologo, elemento non necessario, ma che ci si aspetterebbe per un’opera di questa considerevole mole. 
Le voci, come si è detto, sono ordinate secondo un criterio alfabetico assoluto, che tiene conto cioè di tutte le lettere della parola (e non solo delle prime due come era consuetudine per l’alto medioevo). Già Lindsay nella sua edizione aveva attribuito alle singole voci un codice alfanumerico (es. AS167) per la loro individuazione, sistema che è stato mantenuto dagli editori recenti. Talvolta però i confini tra una voce e l’altra sono sfumati, tanto che risulta difficile capire la loro suddivisione.
Ogni voce è così composta: lemma + interpretamentum + etichetta. L’interpretamentum è la spiegazione del lemma, l’etichetta è solitamente apposta nel margine per indicare la fonte da cui l’interpretamentum è stato preso. Non tutte le voci presentano l’etichetta, per alcune manca anche l’interpretamentum; quindi si possono trovare voci costituite dal solo lemma, e questo potrebbe essere un indizio ulteriore dell’incompletezza del Liber, oltre ad essere motivo di confusione tra le voci.
Data la grande estensione dell’opera, si presume che a comporre il Liber sia stata un’équipe di lavoro coordinata dall’alto da chi aveva ideato l’impresa e che la realizzazione sia avvenuta in un arco di tempo piuttosto lungo.
Goetz aveva osservato la presenza di alcuni spostamenti di gruppi di parole ricorrenti nella gran parte dei codici, elemento che indusse Bishop a sostenere che il testo originale si trovasse all’inizio su fogli sparsi. Barbero ha ipotizzato che i compilatori lavorassero su schede, una tecnica non infrequente per l’alto medioevo.
Probabilmente il metodo fu suddividere il lavoro in diverse fasi: dapprima si procedette allo spoglio delle fonti e alla copia dei passi selezionati; poi alla disposizione dei passi in ordine alfabetico; infine a eventuali emendamenti e alla messa a punto del testo.

## Manoscritti noti
Caratteristica comune a tutti i testimoni del Liber è la dimensione notevole: sono manoscritti in folio, realizzati in grandi scriptoria d’Europa.
I codici più antichi (datati entro l’XI secolo) sono:
- A = Milano, Biblioteca Ambrosiana, B 36 inf. (inizio del secolo IX), completo
- B = Bamberga, Staatsbibliothek, Patr. 166 (secolo X), lacunoso
- C = Cambrai, Bibliothèque municipale, 693 (fine secolo VIII), lacunoso
- F = Berna, Burgerbibliothek, 16 (secolo IX), lacunoso
- K = Clermont-Ferrand, Bibliothèque du Patrimoine, 240(189) (secolo IX), lacunoso
- L = Città del Vaticano, Biblioteca Apostolica Vaticana, Pal. lat. 1773 (inizio secolo IX), completo
- M = Monza, Biblioteca Capitolare della Basilica di San Giovanni Battista, H 9-164 (fine secolo IX), completo
- P = Parigi, Bibliothèque nationale de France, lat. 11529-11530 (fine secolo VIII), completo
- T = Tours, Bibliothèque municipale, 850 (fine secolo IX), lacunoso
- V = Vendôme, Bibliothèque municipale, 113-113bis (inizio secolo XI), completo
- W = Vercelli, Biblioteca capitolare, cod. LXII (secolo X), completo

Ad essi si aggiungono 5 testimoni tardi (datati dopo il XII secolo), di cui uno è andato perduto, e 28 testimoni frammentari.

### Stemma
Goetz nel 1893 propose la divisione dei codici in due famiglie, da lui chiamate Palatinusklasse (di cui il rappresentante migliore sarebbe L) e Parisinusklasse (il cui testimone principale è P). Questa suddivisione è stata parzialmente superata con la proposta del nuovo stemma tripartito da parte di Grondeux, che però ha mantenuto le due importanti famiglie individuate da Goetz con i rispettivi testimoni principali. Lo stemma di Grondeux, come nota Giani, nonostante sia comunque un’ottima proposta, non tiene conto di alcuni elementi importanti come la dipendenza (almeno parziale) del codice A da L che ha dimostrato Pirovano.

### Archetipo
Tutti gli studiosi che si sono occupati del Liber concordano sull’esistenza di un archetipo.
Goetz aveva ipotizzato, prendendo in considerazione P e C, che essi avrebbero dovuto avere un archetipo comune redatto nella tipica “scrittura ab di Corbie”.
L’archetipo è facilmente ricostruibile dalla conformazione dei tre codici P, C, L, che sembrano riprodurre “fotograficamente” un modello simile. I tre codici presentano una disposizione del testo su 3 colonne, elementi decorativi e simboli identici: elementi che dovevano evidentemente già essere presenti nell’archetipo; l’archetipo inoltre era caratterizzato, come si è detto, dall’assenza di titolo e dall’assenza dell’interpretamentum di quasi 400 voci.
Inoltre, frequenti errori di scrittura, soprattutto nei codici P, T, L (gli esponenti principali dei tre rami dello stemma), hanno fatto pensare che la scrittura dell’archetipo dovesse essere difficile da leggere per i copisti; in base alla tipologia degli errori ricorrenti Cinato ha affermato che l’archetipo doveva essere in scrittura visigotica.
È probabile inoltre che l’archetipo presentasse, oltre a una scrittura difficile, anche danni materiali.

## Fonti
Il Liber Glossarum si basa su numerosissime fonti, ascrivibili generalmente a tre classi: opere isidoriane, precedenti glossari, testi di altra natura: opere dei Padri della Chiesa, trattatistica, enciclopedie, testi scolastici.
Per la realizzazione delle voci i compilatori del Liber procedono con una giustapposizione dei passi dalle proprie fonti. La fonte principale viene talvolta esplicitata, come è si detto, dall’etichetta apposta di fianco al lemma.
Molto spesso il Liber attinge a testimoni delle fonti di ottima o alta qualità. Inoltre vengono citate molte fonti rare, note a noi solo grazie allo stesso Liber o da tradizione indiretta, oppure opere note da pochissimi altri codici: è il caso, tra gli altri, di testi come il De haeresibus di Isidoro, l’Itinerarium Egeriae, il Contra Fabianum di Fulgenzio, la grammatica Quod.
Oltre alla citata assenza di fonti insulari, prima tra tutte l’opera di Beda, stupisce l’assenza di testi carolingi e di autori come Boezio, Marziano Capella e Macrobio.

### Isidoro
Quasi la totalità delle Etymologiae è inglobata nel Liber Glossarum. Voci sono riprese anche da altre opere isidoriane, come il De natura rerum, il De differentiis, l’Historia Gothorum.
È stato notato come il Liber accoglie spesso brani isidoriani dalle redazioni “definitive” dell’opera, ma talvolta invece attinge anche a materiali preparatori o provvisori. Questo elemento ha portato gli editori recenti (Grondeaux e Cinato) a ipotizzare che la prima fase del lavoro sia stata eseguita a Siviglia, dove doveva essere disponibile materiale di lavoro di Isidoro stesso.
Per quanto riguarda le voci relative a termini grammaticali, ben 400 (il 90% del totale) sono tratte da opere isidoriane.

### Glossari
Spesso nel Liber è segnalata come fonte una generica “de glosis”: questa etichetta indicherebbe i glossari precedenti, soprattutto quelli chiamati “Abstrusa” e “Abolita”, risalenti probabilmente al VII secolo. L’indicazione “Placidi” starebbe a indicare il glossario di Placido, autore attivo tra V e VI secolo.
Altre fonti di questo tipo sono le glosse a Virgilio e probabilmente altri glossari ora perduti.

### Fonti di altra natura
A questa sezione sono ascrivibili opere grammaticali, metriche, lessicografiche, storico-geografiche, naturalistico-scientifiche, tecniche, giuridiche, mediche e patristiche.
Per quanto riguarda le opere grammaticali, è stato osservato da Barbero un legame particolare tra il Liber e il codice Erfurt, Amploniano F.10.: esso contiene alcune opere – di cui talvolta è unico testimone - riprese come fonti nel Liber. È il caso del trattato grammaticale “Quod”, un centone basato su Isidoro, Giuliano di Toledo, Donato e Audace, Barbero sostiene che il Liber e il codice di Erfurt devono avere a monte un progenitore comune data la loro vicinanza testuale; ma lo stesso avviene anche per il Breviarium di un certo “Paulus Abbas” (Barbero vede in questa misteriosa figura non tanto Paolo Diacono, come sostengono alcuni, ma Alcuino stesso, che si sarebbe fatto così soprannominare).
Tra le fonti di natura storico-geografica si notano il Breviarium di Eutropio, le Historiae di Orosio, la Cosmographia di Giulio Onorio.
Interessante, tra le fonti naturalistico-scientifiche, è il caso del Physiologus (un’opera scritta originariamente in lingua greca probabilmente intorno al III secolo, tradotta successivamente in latino): il Liber Glossarum sembra attingere a un testimone della redazione latina tanto antico quanto i codici più antichi dell’opera, se non addirittura più vicino ancora all’archetipo. Non mancano voci riprese dalla Naturalis Historia di Plinio il Vecchio, probabilmente per via diretta e senza mediazione.
La ripresa nel Liber di brani da opere patristiche avviene con una particolarità: sono sempre scartate le notizie morali e allegoriche, ma vengono inglobate nel glossario solo le informazioni “scientifiche”. I padri della Chiesa presenti maggiormente nel Liber sono Girolamo, Ambrogio (Hexameron), Agostino (De civitate Dei, Enarrationes in Psalmos , De Genesi ad litteram); ma si ritrovano anche autori di circolazione molto rara come Fulgenzio e Potamio di Lisbona. Per quanto riguarda Agostino, il Liber Glossarum, come è stato dimostrato da Giani, è un testimone prezioso per la ricostruzione testuale, in quanto attinge a rami della tradizione alti o comunque vicini all’archetipo: questo accade per esempio per le Enarrationes in Psalmos, dove nel Liber è presente un brano originale agostiniano che manca in tutta la tradizione (e dunque i compilatori del glossario dovevano avere avuto accesso, se non all’archetipo, perlomeno a un testimone molto vicino ad esso); il Liber si dimostra anche un preziosissimo testimone per il De Genesi ad litteram, poiché riporta spesso varianti corrette attestate solo in pochi altri testimoni, quindi deve aver attinto a un ramo conservativo della tradizione.

## Fortuna

### Diffusione
Il Liber vide la sua maggiore diffusione dal IX fino all’XI secolo, come dimostrano le datazioni dei codici tutt’oggi esistenti.
Gli studiosi hanno ricostruito, sulla base dei testimoni, una sua notevole circolazione già nel IX secolo in tre aree principali:
- l’Italia settentrionale, come si nota dai codici A, M, W ai quali va aggiunto un frammento cremonese; come già aveva osservato Ferrari, quest’area era un punto di incontro delle vie che congiungevano varie zone d’Europa[19];
- la Francia settentrionale e meridionale;
- la Francia orientale e la Germania occidentale.

Nel Basso Medioevo la sua diffusione conobbe un notevole declino: la sua ingente mole ne rendeva sicuramente impegnativa la copiatura; inoltre il superamento delle nozioni in esso contenute dovute ai nuovi studi enciclopedici deve aver causato la sua obsolescenza.

### Tradizione indiretta
La fortuna del Liber in epoca altomedievale è intuibile dalla sua ripresa come fonte in numerose opere medievali. Già in epoca carolingia fu consultato con frequenza e nei secoli successivi fu utilizzato per la stesura di testi come: il Glossarium Salamonis, il De situ orbis (ascrivibile all’epoca di Carlo il Calvo), gli Scholica Graecorum Glossarum (redatti tra l’862 e l’877). Elementi del Liber sono ripresi nel III libro del Bella Parisiacae Urbis di Abbone di San Germano e nell’Elementarium di Papia lessicografo, che funge da “ponte” con i lessici tardomedievali. Si servirono certamente del glossario anche Attone di Vercelli per il suo Polipticum sive Perpendiculum e Sedulio Scoto.
Del Liber circolarono in epoche successive anche numerose epitomi.

### In epoca umanistica
Barbero ha osservato che in età umanistica a Milano, dove era conservato il codice A, il Liber Glossarum non veniva riconosciuto come opera autonoma: Francesco della Croce (1391-1479), il bibliotecario dell’arcivescovo Francesco Pizolpasso, nel redigere il catalogo dei codici, indica il manoscritto A come “volumen unum magnum vocabulorum in littera antiqua” (= un grande codice di vocaboli in scrittura antica), ipotizzando che fosse l’opera integra di Papia (“credo sit Papias integer”).
Anche per il codice M di Monza nel XV secolo fu proposta l’individuazione con l’Elementarium di Papia lessicografo.
La ragione di questa identificazione erronea risiede nell’ampia quantità di materiali del Liber Glossarum accolta nell’opera di Papia, che portava a confondere le due opere.

## Edizioni critiche
Goetz, nel 1893, all’interno del Corpus Glossarium Latinorum propose l’edizione di alcuni excerpta soltanto del Liber Glossarum.
Nei primi anni del XX secolo Lindsay presentò un’edizione del Liber Glossarum, che uscì nel 1926 nel volume I dei Glossaria Latina con il titolo di “Glossarium Ansileubi sive Liber Glossarum”. L’edizione è però insufficiente, la principale pecca è la rinuncia da parte dell’editore di individuare esplicitamente le fonti.
Tra il 2011 e il 2016 è stata realizzata una nuova e integrale edizione digitale del Liber Glossarum, sostenuta da finanziamenti europei, alla quale hanno partecipato vari studiosi da tutta Europa, coordinati da Grondeux e Cinato, il progetto è stato intitolato: The “Liber Glossarum”. Edition of a carolingian encyclopaedia (LibGloss). L’edizione si basa sostanzialmente sul testo del codice L. Le parti del lavoro sono state così suddivise: una fase preparatoria in cui sono stati analizzati degli estratti dall’edizione di Lindsay e collazionati con L; una seconda fase di collazione tra L e gli altri codici antichi (A, P, T, V); la fase finale della costituzione del testo critico.